# Бак (річка)
Бак (англ. Back River) — річка на північному заході Канади в Нунавуті та Північно-Західних територіях.
Річку названо на честь Джорджа Бака, який 1834 року першим досліджував її. Другим тут побував 1856 року Джеймс Андерсон із Компанії Гудзонової затоки. Мовою догриб назва річки звучить як Thlew-ee-choh, що в перекладі означає велика рибна річка.

## Географія
Довжина становить близько 974 км, а площа басейну — 106 500 км².
Річка Бак бере початок у безіменному озері на північ від Великого Невільничого озера на висоті 382 м, тече на захід у озеро Сассекс (Sussex Lake), потім на північ до озера Мускокс (Muskox Lake) на межі між Північно-Західними територіями та областю Ківаллік у Нунавуті, де приймає притоку Айсі (Icy River). Пройшовши через бистрини Мускокс-Рапідс, приймає ліву притоку Контуойто і пробивається на схід через хребет Гейвуд. Далі тече через бистрини Маллі-Рапідс (Malley Rapids), приймає ліву притоку Сіорак (Siorak River) і впадає в довге озерне розширення Бічі-Лейк у південно-східному напрямку, потім повертає на схід, приймає праву притоку Бейлі (Baillie River), а ліворуч — Воррен (Warren River), знову праворуч — Джервойс (Jervoise River), проходить через бистрини Гоук-Рапідс, приймає праві притоки Мак-Кінлі (McKinley River) та Консул (Consul River). Між Бейлі та Консул річка Бак формує північну межу заповідника Телон. Далі річка повертає на північний схід, приймає ліву притоку Баллен (Bullen River) і впадає в озеро Пеллі на висоті 155 м. Потім тече на схід через низку озер: Аппер-Гаррі, де приймає праву притоку Морс (Morse River); Гаррі; Ловер-Гаррі (Lower Garry Lake); Баліард (Buliard Lake); Аппер-Макдоугал (Upper MacDougall Lake); Ловер-Макдоугал (Lower MacDougall Lake).
Річка Бак прискорюється в бистринах Рок-Рапідс (Rock Rapids), Сінклер-Фолз (Sinclair Falls), Ескейп-Рапідс (Escape Rapids), Сендхілл-Рапідс (Sandhill Rapids) і Вулф-Рапідс (Wolf-Rapids) і приймає праву притоку Медовбенк (Meadowbank River). Далі огинає гору Медовбенк, приймає праву притоку Герман (Hermann River) і ліву Монтресор (Montresor River), минає Мак-Кей-Пік (McKay Peak), проходить через бистрину Вірпул-Рапідс (Whirlpool Rapids) і впадає в озеро Франклін. Продовжується на північний схід, приймає праву притоку Містейк (Mistake River), на території регіону Кітікмеот приймає праву притоку Гейс і досягає гирла в бухті Кокбурн (Cockburn Bay) затоки Чантрі Північного Льодовитого океану. Середня витрата води становить 612 м3/сек.

## Фауна
Середня течія річки Бак, що включає як озеро Гаррі, так і сусіднє озеро Пеллі, є місцем гніздування канадської казарки (канадського гусака) — приблизно 21 тис. цих птахів прилітає сюди в середині червня і відлітає на зимівлю наприкінці серпня. Крім канадської казарки на озері гніздиться приблизно 5 тис. білих гусей.